# بوقادیر
بوقادیر (به عربی: بوقادیر) یک شهرداری در الجزایر است که در ناحیه بوقادیر واقع شده‌است. بوقادیر ۲۲۵ کیلومتر مربع مساحت و ۴۱٬۶۵۵ نفر جمعیت دارد.